# Naum Iljitsch Idelson
Naum Iljitsch Idelson (russisch Наум Ильич Идельсон, in englischer Transliteration Naum Il'yich Idel'son; * 1. Märzjul. / 13. März 1885greg. in Sankt Petersburg; † 14. Juli 1951 in Leningrad) war ein sowjetischer Astronom und Experte für Geschichte der Astronomie und Mathematik.

## Leben
Naum Iljitsch Idelson wurde am 13. März 1885 als Sohn eines Mathematikers geboren, der für seinen Sohn eine Rechtsanwaltslaufbahn vorgesehen hatte. Er studierte an der Universität Sankt Petersburg und schloss 1909 in Mathematik und in Rechtswissenschaften ab. Er arbeitete nur kurz als Anwalt und begann stattdessen, an einer Mittelschule Mathematik zu unterrichten.
Idelson erhielt 1918 eine Stelle in der Rechenabteilung des P. F. Lesgaft-Instituts, das damals von N. A. Morozow geleitet wurde. Diese Abteilung arbeitete an Tabellen von Sonnenfinsternissen zur Chronologie der russischen Geschichte.
1919 wurde das staatliche Recheninstitut gegründet und Idelson zum Leiter der Gruppe zur Erstellung astronomischer Jahrbücher ernannt. Dieses verschmolz 1923 mit dem astronomisch-geodätischen Institut zum Leningrader astronomischen Institut, Idelson wurde Institutsleiter und Assistent des Direktors B. W. Numerow. 1924 besuchte er die Recheninstitute in Berlin und Frankfurt am Main, das Pariser Büro für Längengrade sowie mehrere französische Observatorien. Zurück in Petersburg arbeitete er weiterhin an astronomischen Jahrbüchern, ab 1929 auch für die Marine und Luftfahrt, er ermittelte Ephemeriden von 500 Sternpaaren für die Zinger-Methode.
Ab 1920 war Idelson auch am Pulkowo-Observatorium tätig und lehrte Mathematik, Mechanik und Geophysik, ab 1926 auch an der Leningrader Universität und seit 1933 als Professor für Astronomie. 1936 erhielt er dort seinen Doktorgrad. Zur Zeit von Stalins Großem Terror, im Rahmen der  sogenannten Pulkowo-Affäre, wurde er am 10. Februar 1937 verhaftet, aber schließlich, eine seltene Ausnahme, freigesprochen, so dass er 1939 seine wissenschaftlichen Aktivitäten wieder aufnehmen konnte.
Im Dezember 1941 wurde Idelson während der Leningrader Blockade nach Kasan evakuiert, wo er dann Himmelsmechanik unterrichtete, und die Geophysik und das gravimetrische Labor leitete. Nach seiner Rückkehr nach Leningrad 1944 arbeitete er
am Institut für Präzisionsmechanik und Optik und setzte seine Arbeit am Pulkowo-Observatorium fort. Er interessierte sich auch für Geschichte der Astronomie und der Kalender, worüber er Bücher geschrieben hat, und leistete Beiträge zur Großen Sowjetischen Enzyklopädie.

## Werke
- Н. И. Идельсон: История календаря (Geschichte des Kalenders). Nauka, 1925 (russisch).
- Н. И. Идельсон: Теория потенциала и ее приложения к геофизике (Potentialtheorie und ihre Anwendungen auf die Geophysik). Hrsg.: Ленингр. гос. ун-т. Nauka, Leningrad 1932 (russisch).
- Н. И. Идельсон: Способ наименьших квадратов и теория математической обработки наблюдений (Die Methode der kleinsten Quadrate und die Theorie der mathematischen Bearbeitung von Beobachtungen). Hrsg.: Изд-во геодезической и картографической лит. ГУГК при Совете Министров ССР. Moskau 1947 (russisch).
- Н. И. Идельсон: Этюды по истории небесной механики (Studien zur Geschichte der Himmelsmechanik). Nauka, 1975 (russisch).

## Ehrungen
- Im Jahre 1970 benannte die IAU den Mondkrater Idel'son offiziell nach Naum Iljitsch Idelson.[4][5]

- Der Hauptgürtelasteroid (1403) Idelsonia ist ebenfalls nach Idelson benannt.[6]